# World Catalogue of Species names published in the Tribe Euphorbieae (Euphorbiaceae) with Their Geographical Distribution. Cumulative Supplement
World Catalogue of Species names published in the Tribe Euphorbieae (Euphorbiaceae) with Their Geographical Distribution. Cumulative Supplement (abreviado World Cat. Euphorbieae, Cumul. Suppl.) es un libro con ilustraciones y descripciones botánicas que fue escrito por el botánico neerlandés Robertus Cornelis Hilarius Maria Oudejans. Fue publicado en el año 1993.